# جرمین اودوماگا
جرمین اودوماگا (انگلیسی: Jermaine Udumaga؛ زادهٔ ۲۲ ژوئن ۱۹۹۵) بازیکن فوتبال اهل بریتانیا است.
از باشگاه‌هایی که در آن بازی کرده‌است می‌توان به باشگاه فوتبال برنتفورد و باشگاه فوتبال وایکام واندررز اشاره کرد.